# Jan z Budyšína
Jan z Budyšína OFM, německy Johannes von Bautzen byl františkán činný v Čechách v 15. století. V roce 1473 měl napsat legendu o sv. Františkovi, dále uloženou v jindřichohradecké františkánské klášterní knihovně. Případné dochování této legendy se zatím nepodařilo zjistti a tak není jisté, zda byl Jan z Budyšína skutečně autorem nové životopisné kompilace. Spíše šlo jen o písaře a o Legendu maior od sv. Bonaventury z Bagnoreggia.